# Together Again (canción de Evanescence)
«Together Again» (en español: «Juntos otra vez») es una canción de la banda americana Evanescence, escrita y grabada durante la era de The Open Door (entre el 2005 y 2006), inicialmente con el fin de ser parte de la película Las Crónicas de Narnia y lanzada en el 2010 para recaudar donaciones para los damnificados de Haití y un mes después como descarga digital.

## Creación
Together Again fue escrita y hecha por Amy Lee, Kara DioGuardi para la banda sonora de Las crónicas de Narnia: el príncipe Caspian pero fue rechazada por ser "muy épica y muy oscura", al igual que Lacrymosa. Sin embargo, los productores de la película luego afirmaron que nunca le pidieron ni a Lee ni a Evanescence que compusieran música para Narnia. Hubo cierta especulación de que las canciones para Narnia fueran incluidas en The Open Door, pero a pesar de que Lacrymosa fue incluida y el intro de Good Enough pertenecía a una pieza escrita también para Narnia, Together Again no lo fue, quedando como un b-side del álbum.
Por el tiempo del lanzamiento de Good Enough como sencillo, se esperaba que Together Again fuese incluido. Sin embargo, Lee afirmó que fue "probablemente un error de la disquera [Wind-up Records] el asumir que la canción estaría ahí."

## Lanzamiento
El 22 de enero de 2010, luego de que se produjera un terremoto en Haití el 12 de enero del mismo año, Lee anunció en su cuenta de Twitter el lanzamiento de Together Again como ayuda para los damnificados de Haití en conjunto con la Fundación de las Naciones Unidas. Según Lee, la canción recaudó más de $31,000 con más de 6,200 descargas. El 23 de febrero de 2010, la canción fue lanzado en todas las tiendas digitales, posicionándose en el #10 de la  lista "Top Rock Songs" de iTunes Store en Menos de 24 horas y al día siguiente se Posicionó en la Posición Número 1.